# Nieul
 Nieul  (en occitano Nuèlh) es una población y comuna francesa, situada en la región de Lemosín, departamento de Alto Vienne, en el distrito de Limoges. Es el chef-lieu del cantón de Nieul.

## Demografía
| 924 | 936 | 1001 | 1198 | 1348 | 1350 | 1565 |
| Para los censos de 1962 a 1999 la población legal corresponde a la población sin duplicidades (Fuente: INSEE [Consultar]) |     |      |      |      |      |      |